# Аиш, Филипп
Филипп Аиш (фр. Philippe Aïche; 10 декабря 1962, Антони, Сена — 20 октября 2022, XIX округ Парижа) — французский скрипач.

## Биография
Окончил Парижскую консерваторию в 1983 году, учился у Кристиана Ферра (скрипка) и Жана Юбо (камерный ансамбль), затем совершенствовался под руководством Мишель Оклер. В 1985 году поступил в Оркестр Парижа, где вскоре занял место первой скрипки, а в 2000-х годах выступал и как дирижёр. В 1988—2001 годах Аиш был скрипачом фортепианного квартета имени Кандинского.
Скончался 20 октября 2022 года.